# Gomenasai
Pour l’article homonyme, voir Gomen-nasai.
Singles de t.A.T.u.
Friend or Foe
(2005) Loves Me Not
(2006)
Pistes de Dangerous and Moving
Friend or Foe Craving (I Only Want What I Can't Have)
Gomenasai (en japonais : ごめんなさい; traduction : « Pardonne-moi ») est le troisième single du groupe t.A.T.u. de l'album Dangerous and Moving.
Il y a deux versions du clip (original et anime).
Le clip original a été tourné  dans un jardin botanique de Los Angeles.

## Track List
Maxi single (Europe)
1. Gomenasai — 3:45
2. Cosmos [She Wants Revenge Mix] — 5:39
3. Craving (I Only Want What I Can't Have) [Bollywood Mix] — 4:14
4. Gomenasai Video